# Obarenes
Obarenes es una localidad de la provincia de Burgos, comunidad autónoma de Castilla y León (España), en la comarca del Ebro, partido judicial de Miranda de Ebro, ayuntamiento de Encío. Se sitúa a los pies de la sierra homónima de los Montes Obarenes.

## Demografía
Evolución de la población
| Gráfica de evolución demográfica de Obarenes entre 2000 y 2017     |
|                                                                    |
| Población de derecho (2000-2017) según el padrón municipal del INE |

## Historia
A la caída del Antiguo Régimen la localidad se constituyó en municipio constitucional en la región de Castilla la Vieja, partido de Miranda de Ebro, que en el censo de 1842 contaba con 15 hogares y 46 vecinos, para posteriormente integrarse en Moriana.
Así se describe a Obarenes en el tomo XII del Diccionario geográfico-estadístico-histórico de España y sus posesiones de Ultramar, obra impulsada por Pascual Madoz a mediados del siglo XIX:

Villa con ayuntamiento en la provincia, diócesis, audiencia territorial y capitanía general de Burgos (11 leguas), partido judicial de Miranda de Ebro (3). Está situada en terreno montuoso ocupando una posición baja, donde reinan con especialidad los vientos N y E; su clima es frío y las enfermedades que comúnmente se padecen son los humores reumáticos. Cuenta 14 casas, con la capitular; una escuela a la que asisten 15 niños, cuyo maestro está dotado con 12 fanegas de trigo; y una iglesia parroquial (Santa María) servida por un cura párroco y un sacristán. Confina el término N Santa Gadea; E Cubilla; S Ventosa, y O Encío. EL terreno es de mediana calidad y le baña un riachuelo, que naciendo dentro de la jurisdicción, cruza por la villa y tiene sobre él un pequeño puente; aquella está rodeada de montes por todos lados. Los caminos se hallan en mal estado y dirigen a los pueblos limítrofes y además a los de Pancorbo y Ameyugo. Correos: la correspondencia se recibe de dicho Pancorbo por valijero. Producciones: trigo, cebada, centeno, legumbres y algunas frutas; cría ganado lanar, vacuno y cabrío, y caza de liebres y perdices. Industria: la agrícola y un molino harinero pequeño y de ningún mérito. Población: 15 vecinos, 56 almas. Capital productivo: 205.700 reales. Imponible: 17.989. Contribución: 2.319 reales 21 maravedíes. El presupuesto municipal asciende a 960 reales que se cubren por reparto vecinal.
Diccionario geográfico-estadístico-histórico de España y sus posesiones de Ultramar

## Patrimonio
El monasterio benedictino Santa María la Imperial fundado por Alfonso VII en el siglo XII sobre un antiguo eremitorio, otorgándole el título de "Imperial". Un incendio en 1781 destruyó casi todo el conjunto. Dado su preocupante estado de conservación, este monumento ha sido incluido en la Lista roja de patrimonio en peligro de la asociación para la defensa del patrimonio Hispania Nostra.